# Chliaria albiplaga
Chliaria albiplaga är en fjärilsart som beskrevs av Abel Dufrane 1939. Chliaria albiplaga ingår i släktet Chliaria och familjen juvelvingar. Inga underarter finns listade i Catalogue of Life.